# Richard Strobl
Richard Strobl (* 8. Februar 1874 in Frohnleiten; † 9. Oktober 1923 in Villach) war ein österreichischer Jurist und Politiker verschiedener deutschnationaler Parteien. Er bekleidet von 1918 bis 1919 das Amt des Villacher Bürgermeisters und war bis 1920 Präsident der Provisorischen Kärntner Landesversammlung.

## Biographie
Nach seiner Matura am damaligen Staatsgymnasium in Graz studierte Strobl ab 1893 Rechtswissenschaften an der dortigen Karl-Franzens-Universität. 1897 schloss er sein Studium als Doctor juris ab. Nach Absolvieren des Militärdienstes im Jahr 1898 war er an Gerichten in Graz, Voitsberg sowie Bad Aussee tätig und legte 1900 die Richterprüfung ab. Ab 1903 war er als Richter in Villach tätig und in einer Anwaltskanzlei beschäftigt, bevor er sich ab 1907 selbstständig machte. Von 1907 bis 1921 fungierte er als Disziplinarrat und Kammeranwalt der Kärntner Rechtsanwaltskammer. Seinen Dienst im Ersten Weltkrieg leistete er unter anderem bei der Wirtschaftsgruppe des Kommandos der 10. Armee.
Richard Strobls kommunalpolitische Tätigkeit begann mit seiner Berufung in den Gemeindeausschuss im Jahr 1906. Seit 1913 bekleidete er das Amt eines Gemeinderates. Am 4. Oktober 1918 wurde Strobl zum Bürgermeister gewählt und hatte als solcher die Aufgabe, die Stadt durch den unmittelbar darauf folgenden Zusammenbruch der Habsburgermonarchie und die drohende Annexion Südkärntens im Zuge des Kärntner Abwehrkampfes zu führen. Daneben fand seine Sorge für die elektrische Infrastruktur der Stadt besondere Anerkennung. Richard Strobl vertrat streng deutschnationale Positionen, im Villacher Gemeinderat gehörte er dem im Februar 1918 gegründeten Völkisch-sozialem Verband „Deutsche Einheit“ an, er war Mitbegründer der lokalen Fraktion der Deutschen Nationalsozialistischen Arbeiterpartei und bald auch deren Landesvorsitzender. Als Vertreter der Deutschen Einheit gehörte Strobl der im November 1918 konstituierten Provisorischen Landesversammlung und übernahm in diesem ersten Kärntner Landtag das Amt des Landtagspräsidenten. Daneben war er im Finanzausschuss tätig. Am 19. November schlossen sich die deutschnationalen Gruppen im Landtag zur Deutschdemokratischen Partei zusammen, womit auch Strobl dort dieser Fraktion angehörte. Er nahm dort jedoch keine Spitzenfunktion ein. Die zeitintensive Tätigkeit im Landtag war mit ein Grund für Strobl, im Herbst 1919 das Villacher Bürgermeisteramt niederzulegen, zu seinem Nachfolger wurde der ebenfalls deutschnational gesinnte Otto Stage gewählt. 1920 zog er sich nach politischen Konflikten aus allen öffentlichen Ämtern zurück.
Neben seinen politischen Madataren bekleidete Richard Strobl verschiedene gesellschaftliche Funktionen. Er war Obmann des Ortsschulrates, Direktor der Villacher Sparkasse, Rechtsberater beim Aufbau des städtischen Wasserkraftwerkes an der Gail und Verwaltungsrat des Elektrizitätswerkes, außerdem Mitglied der Grazer Akademischen Sängerschaft Gothia und Ehrenchorleiter des Villacher Männergesangsvereines. Bei seinem krankheitsbedingten Tod 1923 hinterließ er eine Witwe und zahlreiche Nachkommen.